# 海禅寺 (三重県南伊勢町)
海禅寺（かいぜんじ）は、三重県度会郡南伊勢町宿浦676にある臨済宗妙心寺派の寺院。

## 歴史
- 年不詳 - 開創。絶江紹隄（1663年9月3日死去）が海禅寺を築く[1]。
- 寛文12年（1672年） - 宗門改に海禅寺として掲載される[1]。
- 年不詳 - 梁峰祖芳により中興[1]。
- 寛延4年（1751年） - 梁峰祖芳の代で殿鐘を築く[1]。
- 嘉永2年（1849年） - 本堂を新築[1]。
- 嘉永3年（1850年） - 庫裏を新築[1]。
- 明治20年（1887年）5月25日 - 妙心寺の直末寺となった[1]。

## 歴代住職
- 1世 絶江紹隄[1]
- 2世 定天紹泰[1]
- 3世 仁岳祖興[1]
- 4世 梁州祖清[1]
- 5世 臨山祖聞[1]
- 6世 梁峰祖芳[1]
- 7世 金夌祖錬[1]
- 8世 鉄船玄櫓[1]
- 9世 物元玄理[1]
- 10世 月巌玄輝[1]
- 11世 霊岳文苗[1]
- 12世 勇方玄猛[1]
- 13世 睡月玄旨[1]
- 14世 昭道正守[1]
- 15世 弘禅弘巳[1]

## 現地情報
所在地
- 516-0221 三重県度会郡南伊勢町宿浦676

アクセス
- 南伊勢町営バス「宿浦漁協前」から徒歩。